# Rosenkronillssläktet
Rosenkronillssläktet (Securigera) är ett växtsläkte i familjen ärtväxter med 13 arter.  Arten rosenkronill (S. varia) odlas som trädgårdsväxt i Sverige.